# Начало конца (Остаться в живых)
«Начало конца» (англ. The Beginning of the End) — первая серия четвёртого сезона американского телесериала «Остаться в живых». Центральный персонаж серии — Хьюго Рейес, в восьмой раз за сериал. Это вторая серия, где мы видим будущее. В этой серии мы узнаём третьего человека, который выбрался с острова — Хёрли.

## Сюжет

### События на Острове
Выжившие стоят у радиовышки. Внезапно обнаруживается, что Наоми пропала. Значит, она не умерла. Джек хочет пойти по её следам, но Кейт находит другой след и пытается предупредить об этом Джека, но он не соглашается с ней. Руссо наблюдает за Беном. Он просит её увести его дочь подальше отсюда, и Руссо бьёт Бена по лицу и говорит, что Алекс не его дочь.
Джек отделяется от группы и идёт вниз по горам к пляжу. Он идёт с Руссо и Беном по следам Наоми. Кейт на прощание обнимает его.
Десмонд приплывает в лагерь выживших к Хёрли, Сойеру, Джульет, Джину, Бернарду и Саиду. Он рассказывает о смерти Чарли и о том, что Пенелопа не знает о корабле.
Они решают идти к радиовышке. По пути Хёрли теряется в лесу. Он останавливается перед хижиной Джейкоба. Хёрли слышит голоса и подходит ближе. Он смотрит в окно на Джейкоба, сидящего на стуле. Это Кристиан Шепард.
Хёрли пугается и убегает подальше от хижины. Он встречает Локка и рассказывает ему о том, что Пенелопа не знает о корабле. Локк говорит, что спасатели — плохие люди. Локк понимает, что Хёрли на его стороне.
Джек сбивается со следа. Телефон пропал, и Бен сказал, что видел, как его украла Кейт.
Раненая Наоми спрыгивает на Кейт, и, угрожая ножом, требует отдать телефон. Кейт пытается объяснить, что они хорошие люди, что им нужна помощь и что Локк не с ними, затем отдаёт телефон. Наоми звонит. Она говорит, что ранена, и просит у собеседника (Джорджа) прощения. Она хочет, чтобы они сказали её сестре, что она её любит, после чего умирает.
Все группы выживших встречаются вместе в джунглях у разбитой передней части самолёта.
Джек бьёт Локка и даже пытается его застрелить, но пистолет не заряжен - Джон ранее угрожал Джеку пустым пистолетом.
Выжившие делятся на два лагеря. Группа Локка считает, что спасателей надо остерегаться. Они отправляются в джунгли. Их возглавляет Локк, и с ним идут: Хёрли, Сойер, Бен, Руссо, Алекс, Клэр, Аарон, Карл и другие. Вторая группа — группа Джека, которые стремятся объединиться со спасателями: её члены — Кейт, Джульет, Джин, Сун, Роуз, Бернард, Десмонд, Саид и другие.
Джек и Кейт видят вертолёт. Из него выпрыгивает парашютист. Вскоре Джек находит его.

### Будущее
Какая-то машина уходит по городским улицам от погони. Погоню показывают по телевидению. Её смотрит Джек Шепард. Машина врезается и останавливается. Полицейские приказывают водителю выйти из машины с поднятыми руками, и этим водителем оказывается Хёрли.
Хёрли бежит, полицейские ловят его и прижимают к стене, он кричит: «Вы что, не знаете, кто я? Я один из Шестёрки Ошеаник».
В полицейском участке Хёрли допрашивает бывший напарник Аны-Люсии. Полицейский говорит, что знал девушку, которая была на борту самолёта рейса 815, её звали Ана Люсия и спросил Хёрли, не знал ли он её. Херли отвечает «нет». Они смотрят видеозапись произошедшего в магазине — Хёрли стоит у кассы, затем он что-то видит, впадает в панику и, сбив стойку с товаром, убегает из магазина. Когда полицейский вышел из комнаты, Хёрли видит, что с другой стороны окна на стене - океанское дно, и там кто-то плывёт, ставит ладонь с надписью "Ты нужен им", после чего окно разбивается, и в комнату устремляется поток воды. На крики Хёрли полицейский возвращается и спрашивает «Вы что, хотите, чтобы я Вас отправил в психушку? Это можно устроить!»
Хёрли бросается на шею полицейскому и искренне благодарит его.
Хёрли в психушке. Медсестра говорит ему, что у него посетитель. Этот человек говорит, что работает адвокатом в Oceanic Airlines, слышал о погоне, аресте и предлагает перевести его в частную психиатрическую клинику. Хёрли отказывается.
Затем этот человек говорит: «Они все ещё живы, не правда ли?» Хёрли это испугало, мужчина ушёл. Затем Хёрли мерещится Чарли — это его он увидел в магазине. Чарли говорит, что он нужен "им". Позже его навещает Джек Шепард. Хёрли извиняется перед ним, что пошёл с Локком, затем говорит, что они должны вернуться на Остров, на что Джек отвечает отказом.